# ピアノソナタ第34番 (ハイドン)
ピアノソナタ第34番 ホ短調 作品42 Hob. XVI:34 は、フランツ・ヨーゼフ・ハイドンが作曲したピアノソナタ。ランドン版では第53番となっている。

## 概要
作曲時期は不明であるが、1784年に出版されているためそれまでには作曲されたと考えられている。
ソナタアルバムの第1巻に収録された作品であり、ハイドンのピアノソナタの中ではよく知られている作品の1つ。同アルバムに収録されたハイドンの短調ソナタ2つのうちの1曲である。

## 曲の構成
全3楽章、演奏時間は約9分。明るくはつらつとした作品が多いハイドンにしてはやや珍しく、憂いを含んだ曲想になっている。
- 第1楽章 プレスト
ホ短調、8分の6拍子、ソナタ形式。
左右の手が動機をやり取りする第1主題と、3度及び6度の重音主体の第2主題からなり、再現部では第2主題がホ長調でなくホ短調で再現される。
- 第2楽章 アダージョ
ト長調、4分の3拍子、ソナタ形式。
アタッカで第3楽章へ続く。
- 第3楽章 フィナーレ：ヴィヴァーチェ・モルト
ホ短調、4分の2拍子、ロンド形式（または変奏曲形式）。